# Domingo Vásquez

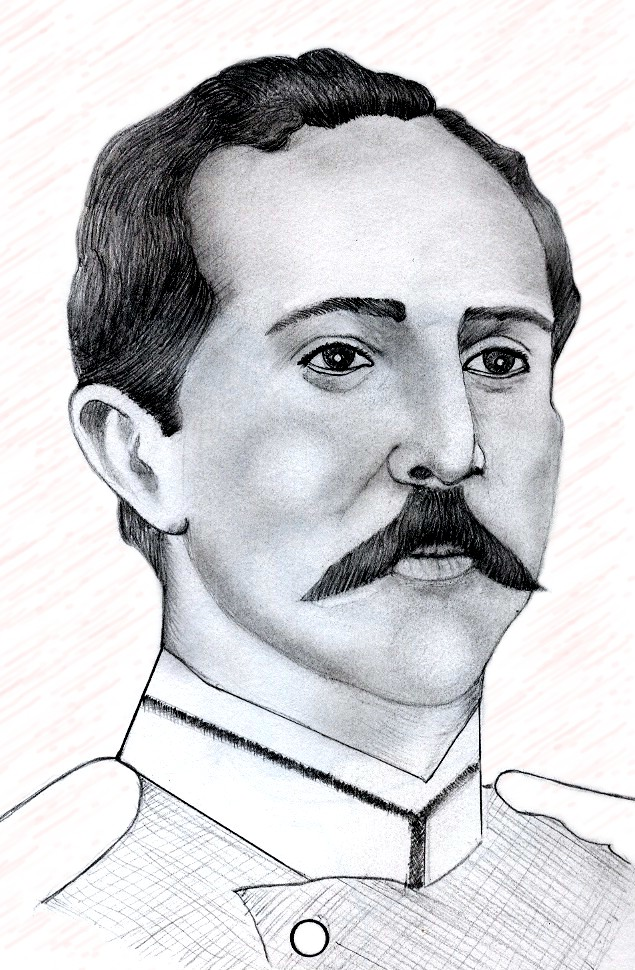
Domingo Vásquez

Domingo Vásquez Toruño (Tegucigalpa, 3 de agosto de 1846 - 11 de dezembro de 1909) foi um advogado, militar e político hondurenho que foi presidente interino e em seguida Presidente Constitucional da República de Honduras.
Devido à turbulência política e militar do país e alegando problemas de saúde, Ponciano Leiva apresenta sua renuncia como presidente ao Congresso Nacional em 9 de fevereiro de 1893. O presidente do Congresso, Rosendo Agüero Ariza, entrega a presidência em caráter interino ao General Domingo Vásquez Toruño, que serviu como presidente interino de 18 de abril a 15 de setembro de 1893.
Ele assinou um decreto que convocaria eleições para legalizar sua permanência no cargo. O Congresso Nacional pelo Decreto nº 26, de 14 de setembro de 1893, o declarou Presidente constitucional da República durante o período de 1894 a 1898, ou seja, quatro anos.
Em 24 de dezembro de 1893, apoiado pelo governo liberal da Nicarágua, então dirigido por José Santos Zelaya, Policarpo Bonilla foi proclamado Presidente de Honduras na Costa de los Amates, Nacaome, em rebelião contra o governo do general Vásquez o que provocou um conflito bélico entre os dois países.
Entre 2 de janeiro e 22 de fevereiro de 1894, o general Domingo Vásquez, entrega a presidência aos ministros  Rosendo Agüero Ariza e Manuel Gamero, e assume o comando das tropas hondurenhas na campanha contra a Nicarágua.
Em 22 de fevereiro de 1894, triunfa a denominada Revolución Liberal de 1894, comandada por Bonilla, instalando este seu governo na capital Tegucigalpa, e administrando o país até janeiro de 1895, um período em que a Constituição de Honduras foi promulgada em 1894.
Naquele mesmo ano, foi nomeado comandante das Armas de Tegucigalpa, sob a presidência de Bonilla.